# Trýgonas
Trýgonas är en ort i Grekland.   Den ligger i prefekturen Nomós Lésvou och regionen Nordegeiska öarna, i den östra delen av landet, 260 km öster om huvudstaden Aten. Trýgonas ligger 41 meter över havet och antalet invånare är 300. Den ligger på ön Lesbos.
Terrängen runt Trýgonas är huvudsakligen kuperad, men åt sydost är den platt. Havet är nära Trýgonas söderut.  Närmaste större samhälle är Mytilene, 19,1 km nordost om Trýgonas. 